# Václav Lídl
Vaclav Lidl (født 5. november 1922 i Brno - død 10. august 2004 i Prag, Tjekkiet) var en tjekkisk komponist.
Lidl studerede komposition på Musikkonservatoriet i Brno med eksamen (1948) hos Jaroslav Kvapil.
Han har skrevet 3 symfonier, orkesterværker, kammermusik, korværker, vokalværker, filmmusik etc. Lidl levede som freelancekomponist fra (1951), og specialiserede sig i at skrive musik til film og tv-serier, som han er mest kendt for. Han fik ikke desto mindre indspillet og udgivet en masse klassisk musik på pladeselskabet Supraphon og Panton (1970-1990).

## Udvalgte værker
- Symfoni nr. 1 (1965) - for orkester
- Symfoni nr, 2 (1975) - for lille orkester
- Symfoni nr. 3 (1979) - for orkester
- "Med Rumcajs familien i Raholec Skov" (1970-1980) - TV serie